# توني هور
توني هور (بالإنجليزية: Tony Hoare) عالم حاسوب بريطاني بارز في مجال علم الحاسوب، فاز بجائزة تورنغ في عام 1980 عن مساهماته في لغات البرمجة.